# منتخب ويلز لكرة الصالات
منتخب ويلز لكرة الصالات هو ممثل ويلز الرسمي في المنافسات الدولية في كرة الصالات
.